# Kathrin Neimke
Kathrin Neimke (* 18. Juli 1966 in Magdeburg) ist eine ehemalige deutsche Leichtathletin und Olympiamedaillengewinnerin, die in den 1980er und 1990er Jahren zu den weltbesten Kugelstoßerinnen gehörte.

## Werdegang
Neimke startete bis 1990 für die DDR. Ihre größten Erfolge sind die beiden Olympiamedaillen, die sie bei aufeinanderfolgenden Spielen gewann: die Silbermedaille bei den Olympischen Spielen 1988 in Seoul und die Bronzemedaille bei den Olympischen Spielen 1992 in Barcelona. Für ihren Erfolg bei der Olympiade in Seoul wurde sie mit dem Vaterländischen Verdienstorden in Silber ausgezeichnet.; Außerdem erhielt sie für den Gewinn der Bronzemedaille am 23. Juni 1993 das Silberne Lorbeerblatt.

## Weitere Platzierungen
- 1991, Weltmeisterschaften: Platz 8
- 1994, Europameisterschaften: Platz 6 (18,94 m)
- 1995, Weltmeisterschaften: Platz 4
- 1996, Olympische Spiele Platz 7

Kathrin Neimke startete für den SC Magdeburg und trainierte bei Klaus Schneider. Sie ist 1,80 m groß, und in ihrer aktiven Zeit wog sie 95 kg. Sie hat einen Abschluss als Wirtschaftskauffrau und hatte bis zum Ende ihrer Sportlerkarriere eine Stelle als Reprofotografin bei einer Tageszeitung. Danach ging sie zur Landesbereitschaftspolizei Sachsen-Anhalt.